# Synagoga Bencjona Kissyna w Łodzi
Synagoga Bencjona Kissyna w Łodzi – prywatny dom modlitwy znajdujący się w Łodzi przy ulicy Wschodniej 66.
Synagoga została zbudowana w 1892 roku z inicjatywy Bencjona Kissyna. Podczas II wojny światowej hitlerowcy zdewastowali synagogę.